# ライアン・ジャクソン
ライアン・クリストファー・ジャクソン（Ryan Christopher Jackson, 1988年5月10日 - ）は、アメリカ合衆国・フロリダ州マイアミ出身のプロ野球選手（内野手）。右投右打。現在は、フリーエージェント（FA）。

## 経歴

### プロ入りとカージナルス時代
2009年のMLBドラフト5巡目（全体159位）でセントルイス・カージナルスから指名され、6月17日に契約。契約後、傘下のA-級バタビア・マックドッグスでプロデビュー。67試合に出場して打率.216・14打点・4盗塁の成績を残した。
2010年はまずA級クァッドシティズ・リバーバンディッツでプレーし、84試合に出場して打率.272・2本塁打・27打点・6盗塁の成績を残した。7月にA+級パームビーチ・カージナルスへ昇格。A+級パームビーチでは41試合に出場して打率.291・1本塁打・8打点・3盗塁の成績を残した。
2011年はAA級スプリングフィールド・カージナルスでプレーし、135試合に出場して打率.278・11本塁打・73打点・2盗塁の成績を残した。
2012年はAAA級メンフィス・レッドバーズで開幕を迎え、8月10日にカージナルスとメジャー契約を結んだ。8月11日のフィラデルフィア・フィリーズ戦でメジャーデビュー。8番・二塁手で先発起用され、3打数無安打に終わった。昇格後は正二塁手のダニエル・デスカルソが打率.230と不調が続いたため、2試合に先発起用されていたが、安打を記録できず、その後は代打・代走要員となった。8月28日に降格の後、9月4日に再昇格した。この年は13試合に出場して打率.118だった。
2013年3月17日にAAA級メンフィスへ異動したが、3月26日にデビッド・フリースが故障者リスト入りしたため、メジャーへ昇格。開幕ロースター入りを果たした。開幕後は2試合に代打として出場したが、3打数無安打と結果を残せず、4月8日にフリースが故障者リストから復帰したためAAA級メンフィスへ降格した。降格後はAAA級メンフィスで121試合に出場して打率.278・3本塁打・34打点・9盗塁の成績を残した。9月3日にメジャーへ昇格。この年は7試合に出場したが、7打数無安打2三振に終わった。

### パドレス傘下時代
2013年11月20日にウェイバー公示を経てヒューストン・アストロズへ移籍したが、12月18日にヘスス・グスマンとのトレードで、サンディエゴ・パドレスへ移籍した。
2014年3月3日にパドレスと1年契約に合意した。3月24日に傘下のAAA級エル・パソ・チワワズへ異動し、そのまま開幕を迎えた。この年は右手首の故障に悩まされ、AAA級エル・パソで6試合の出場にとどまり、打率.188だった。

### ロイヤルズ傘下時代
2014年11月3日にウェイバー公示を経てロサンゼルス・ドジャースへ移籍したが、24日にDFAとなり、26日に金銭トレードで、カンザスシティ・ロイヤルズへ移籍した。12月30日にDFAとなった。
2015年4月5日に傘下のAAA級オマハ・ストームチェイサーズへ配属され、開幕を迎えた。

### エンゼルス時代
2015年5月7日にドリュー・ブテラとのトレードで、ロサンゼルス・エンゼルス・オブ・アナハイムへ移籍した。傘下のAAA級ソルトレイク・ビーズでのプレーを経て、8月17日にメジャー契約を結んだ。この年は2年ぶりにメジャーでの出場機会を得て、自己最多の22試合でプレーしたが、安打はなかった。守備では一塁手を除く内野の各ポジションを守った。11月9日に40人枠から外れ、FAとなった。

### フィリーズ傘下時代
2015年11月18日にフィラデルフィア・フィリーズとマイナー契約を結び、2016年のスプリングトレーニングに招待選手として参加することになった。
2016年は開幕から傘下のAAA級リーハイバレー・アイアンピッグスでプレーし、30試合に出場して打率.214・0本塁打・7打点・1盗塁の成績を残した。

### エンゼルス傘下時代
2016年5月20日に金銭トレードで、エンゼルスへ移籍した。AAA級ソルトレイクでプレーし、62試合に出場して打率.262・0本塁打・33打点・4盗塁の成績を残した。8月10日に自由契約となった。

### マーリンズ傘下時代
2017年1月3日にマイアミ・マーリンズとマイナー契約を結び、スプリングトレーニングに招待選手として参加することになった。開幕から傘下のAAA級ニューオーリンズ・ベビーケークスでプレーしていたが、4月24日に自由契約となった。

### 独立リーグ時代
2017年5月26日に独立リーグ・アトランティックリーグのシュガーランド・スキーターズと契約。4試合に出場して打率.385・1本塁打・3打点の成績を残した。

### マリナーズ傘下時代
2017年6月3日にシアトル・マリナーズとマイナー契約を結び、傘下のAAA級タコマ・レイニアーズへ配属された。6月21日に自由契約となった。

### ナショナルズ傘下時代
2017年7月3日にワシントン・ナショナルズとマイナー契約を結び、傘下のAAA級シラキュース・チーフスへ配属された。7月13日にリリースされ、一旦は引退が発表された。

### 独立リーグ時代
2018年も現役を継続し、アトランティックリーグのシュガーランド・スキーターズに復帰。2019年7月25日にリリースされたが、7月30日に同リーグのニューブリテン・ビーズが獲得し移籍した。2球団合計で102試合に出場し、打率.252、2本塁打、33打点、11盗塁の成績を残した。2019年のシーズンオフに行われたニューブリテン・ビーズのリーグ脱退に伴う分配ドラフトにより、ロングアイランド・ダックスに移籍。
2020年は、新型コロナウイルスの感染拡大の影響でリーグが開催中止となったため、プレーしなかった。
2021年はロングアイランド・ダックスでプレーしていたが、8月27日に同リーグのガストニア・ハニーハンターズにトレード移籍した。この年は2球団合計で74試合に出場し、打率.293、9本塁打、53打点という成績を残した。シーズン終了後に退団。
2022年4月30日に同リーグのレキシントン・レジェンズと契約した。5月4日のスタテンアイランド・フェリーホークス戦では、リーグ初の女性選手となったケルシー・ウィットモアの初登板の最初の打者として対戦し、右飛に打ち取られた。その後も成績は伸びず打率1割台にとどまり、6月17日に自由契約となった。

## 詳細情報

### 年度別打撃成績
| 年 度    | 球 団    | 試 合 | 打 席 | 打 数 | 得 点 | 安 打 | 二 塁 打 | 三 塁 打 | 本 塁 打 | 塁 打 | 打 点 | 盗 塁 | 盗 塁 死 | 犠 打 | 犠 飛 | 四 球 | 敬 遠 | 死 球 | 三 振 | 併 殺 打 | 打 率 | 出 塁 率 | 長 打 率 | O P S |
| -------- | -------- | ----- | ----- | ----- | ----- | ----- | -------- | -------- | -------- | ----- | ----- | ----- | -------- | ----- | ----- | ----- | ----- | ----- | ----- | -------- | ----- | -------- | -------- | ----- |
| 2012     | STL      | 13    | 18    | 17    | 2     | 2     | 0        | 0        | 0        | 2     | 0     | 0     | 0        | 0     | 0     | 1     | 0     | 0     | 3     | 1        | .118  | .167     | .118     | .284  |
| 2013     | STL      | 7     | 7     | 7     | 0     | 0     | 0        | 0        | 0        | 0     | 0     | 0     | 0        | 0     | 0     | 0     | 0     | 0     | 2     | 0        | .000  | .000     | .000     | .000  |
| 2015     | LAA      | 22    | 14    | 9     | 0     | 0     | 0        | 0        | 0        | 0     | 0     | 0     | 0        | 4     | 0     | 1     | 0     | 0     | 5     | 1        | .000  | .100     | .000     | .100  |
| MLB：3年 | MLB：3年 | 42    | 39    | 33    | 2     | 2     | 0        | 0        | 0        | 2     | 0     | 0     | 0        | 4     | 0     | 2     | 0     | 0     | 10    | 2        | .061  | .114     | .061     | .175  |

- 2016年度シーズン終了時

### 背番号
- 8（2012年 - 2013年）
- 32（2015年）